# Chris King (rugby à XV)
Pour les articles homonymes, voir Chris King et King.

a Compétitions nationales et continentales officielles uniquement.

Dernière mise à jour le 8 juin 2020.
Chris King, né le 30 avril 1981 à Ashburton en Nouvelle-Zélande, est un joueur de rugby à XV néo-zélandais évoluant au poste de pilier.

## Biographie
Durant l'été 2014, Chris King rejoint le Top 14 et l'équipe du Montpellier Herault Rugby.
En mai 2015, le club de Pau, annonce la signature du pilier néo-zélandais pour la saison 2015-2016.
En juin 2017, il est sélectionné dans le groupe des Barbarians par Vern Cotter pour affronter l'Ulster à Belfast le 1er juin. Titulaire en pilier gauche, il marque un essai et les Baa-Baas parviennent à s'imposer 43 à 28.